# Highland Cemetery (Le Cateau)
Highland Cemetery (Le Cateau) is een Britse militaire begraafplaats met gesneuvelden uit de Eerste Wereldoorlog en gelegen in de Franse stad Le Cateau-Cambrésis (Noorderdepartement). De begraafplaats ligt 2,2 km ten zuiden van het stadscentrum langs de weg naar Wassigny. Ze werd ontworpen door Charles Holden en wordt onderhouden door de Commonwealth War Graves Commission. Het terrein heeft een rechthoekig grondplan met een oppervlakte van 2.260 m² en is omgeven door een lage natuurstenen muur. Het Cross of Sacrifice staat centraal tegen de westelijke muur. De toegang bestaat uit een witstenen muur met de naamsteen en aan weerszijden een hek. 
Er liggen 624 doden begraven waaronder 64 niet geïdentificeerde.

## Geschiedenis
Na hevige gevechten tussen het Britse II Corps en het superieure Duitse leger kwam na de slag bij Le Cateau (26 augustus 1914) de stad in Duitse handen en bleef dit tot oktober 1918. De begraafplaats werd oorspronkelijk door de 50th (Northumbrian) Division aangelegd in oktober 1918 (nu perk III waar 32 leden van de 13th (Scottish Horse) Battalion, Black Watch die sneuvelden op 17 oktober 1918 begraven liggen). Na de wapenstilstand werd de begraafplaats nog uitgebreid met graven die afkomstig waren van geïsoleerde posities ronde Le Cateau.
Er liggen nu 594 Britten, 13 Canadezen, 1 Australiër en 16 Zuid-Afrikanen begraven. 

## Graven

### Onderscheiden militairen
- de luitenants Eric Talbot Allan Ingram van de Royal Inniskilling Fusiliers, Frederick Egerton Sanders van de The King's (Liverpool Regiment) en John Scott Whyte van de Cameronians (Scottish Rifles) en de onderluitenants Horace Nickson Ellis van het Machine Gun Corps (Cavalry) en Norman Henry Gershorn Blackburn van het Royal Berkshire Regiment werden onderscheiden met het Military Cross (MC). Majoor F.A. Robinson van het Tank Corps ontving tweemaal deze onderscheiding (MC and Bar).
- Richard Curnow Perry, compagnie sergeant-majoor bij de Cameronians (Scottish Rifles) en Albert Percy Sargeant, compagnie sergeant-majoor bij de Cameronians (Scottish Rifles) werden onderscheiden met de Distinguished Conduct Medal (DCM).
- James Stewart McIntosh, compagnie sergeant-majoor bij de Black Watch (Royal Highlanders), A.E.Marsh, sergeant bij de Royal Garrison Artillery en W. Hargreaves, artillerist bij de Royal Field Artillery werden onderscheiden met de Meritorious Service Medal (MSM).
- er zijn nog 22 militairen die de Military Medal (MM) ontvingen. Tom Pearce, soldaat bij het Bedfordshire Regiment ontving deze onderscheiding tweemaal (MM and Bar).

### Alias
- kanonnier Harry Hartley Howarth diende onder het alias Harry Hartley bij de Royal Field Artillery.